# Пинду
Пинду́ (кит. упр. 平度, пиньинь Píngdù) — городской уезд города субпровинциального значения Циндао провинции Шаньдун (КНР).

## История
Уезд Пинду (平度县) существовал ещё при империи Хань, однако впоследствии был расформирован. При империях Суй и Тан на этой территории находился уезд Цзяошуй (胶水县). При империи Мин была создана область Пинду (平度州).
После Синьхайской революции в Китае была проведена реформа структуры административного деления, в результате которой области были упразднены, и в 1913 году область Пинду была преобразована в уезд.
В 1950 году был создан Специальный район Лайян (莱阳专区), и уезд вошёл в его состав. В 1956 году уезд был передан в состав Специального района Чанвэй (昌潍专区), который в 1967 году был переименован в Округ Чанвэй (昌潍地区), а в 1981 — в Округ Вэйфан (潍坊地区). В 1983 году уезд Пинду был передан под юрисдикцию Циндао.
В октябре 1989 года уезд Пинду был преобразован в городской уезд.

## Административное деление
Городской уезд делится на 4 уличных комитета и 26 посёлков.

## Экономика
Пинду является крупнейшим в мире центром по производству искусственных ресниц (на него приходится 80 % китайского рынка и более 70 % мирового рынка накладных ресниц). Бизнес зародился как ответвление одной из фабрик париков. Если в конце 1990-х годов в Пинду было менее 10 предприятий по производству накладных ресниц, то в 2021 году их насчитывалось около 3 тысяч.

### Сельское хозяйство
В Пинду выращивают овощи, клубнику, виноград и гранаты.

## Галерея

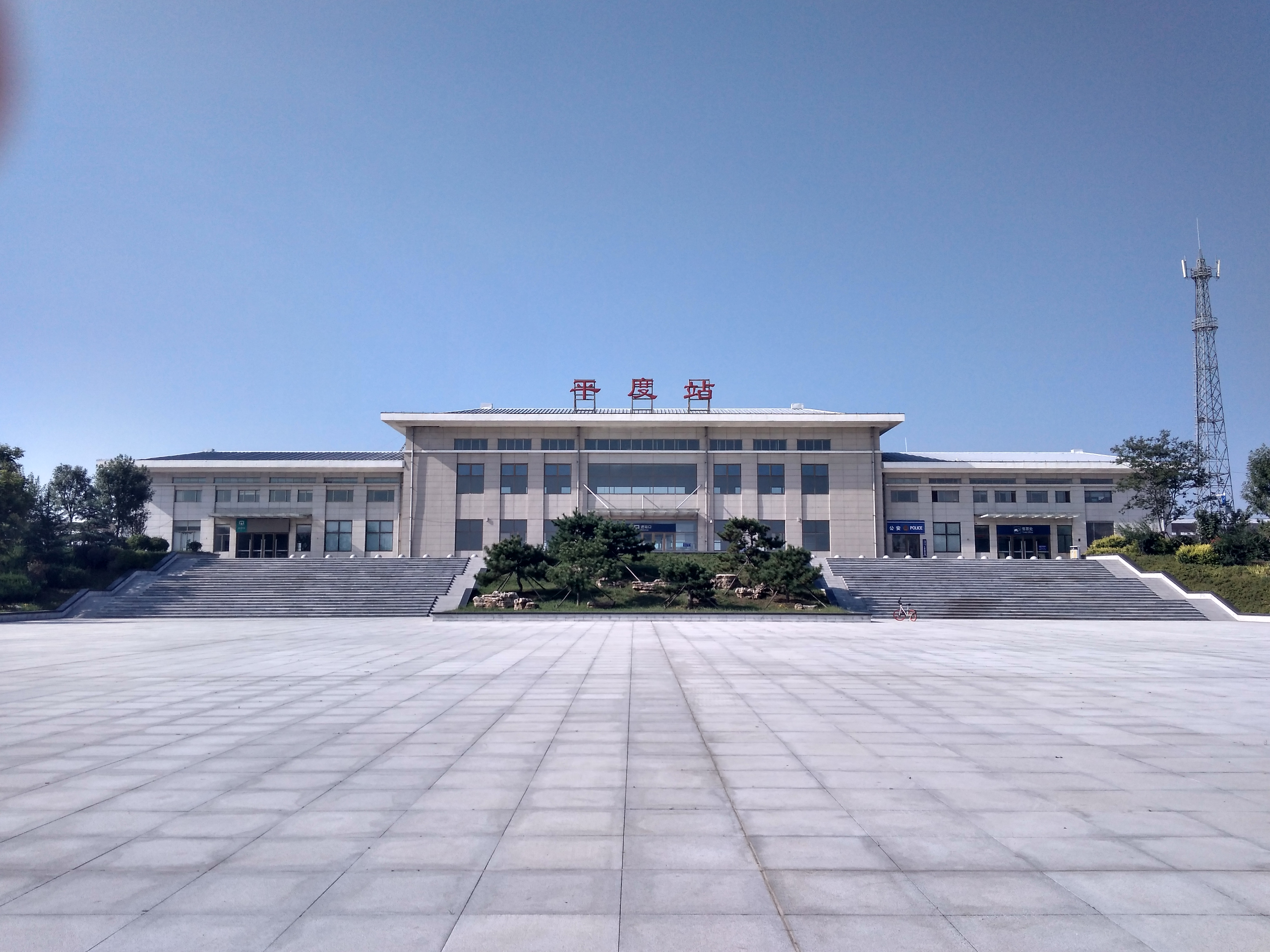
Вокзал
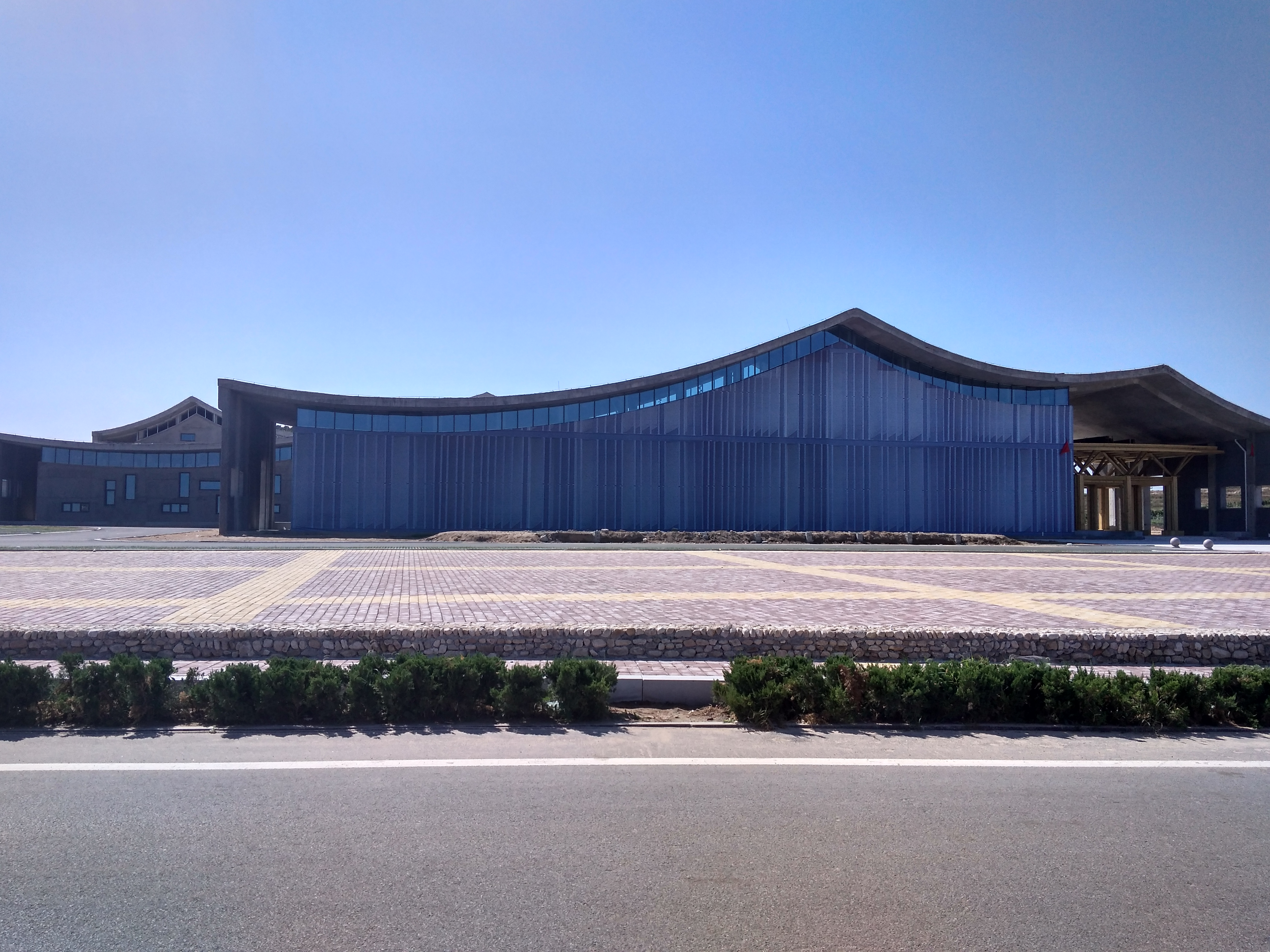
Выставочный центр